# Joséphine, ange gardien
Joséphine, ange gardien è una serie televisiva francese, creata da Laurent Chouchan e Michel Lengliney. 
È stata trasmessa per la prima volta in Francia il 15 dicembre 1997 su TF1 e rinnovata per ventidue stagioni. In Italia è in onda su LA7 dal 2012.

## Trama
La serie segue le avventure di Joséphine Delamarre, un angelo custode mandato sulla Terra per aiutare le persone in difficoltà. Ogni episodio racconta una nuova missione, ma tutte le storie sono legate da un filo conduttore: il potere della speranza, del cambiamento e del perdono. Josephine appare improvvisamente nella vita dei protagonisti di ogni episodio, vestendo vari ruoli per integrarsi nella loro realtà e guadagnare la loro fiducia. La sua vera identità rimane nascosta, e il suo intervento è delicato, ma decisivo. La trama si sviluppa attraverso le sfide che deve affrontare non solo per aiutare gli altri, ma anche per gestire i propri limiti come essere celestiale.
La serie si apre con l’arrivo di Josephine sulla Terra, dove ogni volta si manifesta in un luogo e un contesto specifico. Il suo aspetto è quello di una donna normale, ma la sua presenza emana una calma e un calore che attraggono subito chiunque incontri. La sua missione è sempre assegnata da un’entità superiore, che non viene mai mostrata ma di cui Josephine parla con rispetto e devozione. La comunicazione tra lei e la sua "base celestiale" avviene in modo discreto, spesso attraverso segnali, visioni o intuizioni che Josephine interpreta con precisione. Questo elemento introduce un sottile misticismo che accompagna l’intera serie.
Josephine è un angelo moderno, con un carattere vivace e determinato. Non è infallibile e spesso si scontra con situazioni che mettono alla prova la sua capacità di risolvere i problemi. Il suo approccio non è mai predicatorio; piuttosto, cerca di capire il contesto emotivo e sociale delle persone che aiuta. Il suo potere angelico si manifesta attraverso piccoli "miracoli", come far accadere coincidenze fortunate o influenzare sottilmente gli eventi, ma il suo vero punto di forza è la sua empatia e la capacità di ascoltare senza giudicare.
Ogni episodio segue una struttura narrativa avvincente. Josephine arriva in un ambiente nuovo, che sia una famiglia in crisi, un’azienda sull’orlo del fallimento, o una comunità divisa da conflitti. Spesso, il tema centrale ruota intorno a problemi universali come l’amore, la perdita, la fiducia o il senso di appartenenza. Attraverso i suoi occhi, il pubblico scopre le dinamiche nascoste, i segreti e le tensioni che animano la vita dei personaggi principali. Josephine non è mai invadente, ma sa come inserirsi gradualmente nella loro quotidianità, diventando una figura di supporto e consiglio.
Uno degli aspetti più toccanti della serie è il modo in cui Josephine riesce a far emergere il meglio dalle persone, anche nei momenti più difficili. Grazie al suo intervento, i personaggi spesso intraprendono un viaggio interiore che li porta a scoprire nuove prospettive o a riconciliarsi con il passato. Ad esempio, in un episodio memorabile, Josephine aiuta un padre e una figlia a riavvicinarsi dopo anni di incomprensioni, utilizzando un vecchio album di fotografie per risvegliare i ricordi felici e ristabilire un legame emotivo.
Un altro episodio emblematico vede Josephine intervenire in una scuola frequentata da ragazzi difficili. Qui si fa assumere come assistente educativa e, grazie alla sua pazienza e creatività, riesce a trasformare una classe problematica in un gruppo unito e motivato. Josephine dimostra che, con comprensione e dedizione, anche i problemi più complessi possono essere affrontati con successo. La serie esplora temi come l’educazione, l’inclusione e il potere della seconda opportunità.
Nel corso della serie, Josephine affronta anche dilemmi personali legati al suo ruolo di angelo. Sebbene sia un’entità spirituale, dimostra di avere emozioni profonde, come la tristezza nel vedere persone soffrire o il desiderio di creare legami duraturi. Tuttavia, la sua missione celeste richiede che rimanga distaccata e pronta a partire una volta completato il suo compito. Questo elemento aggiunge un tocco di malinconia al personaggio, rendendolo ancora più umano e vicino al pubblico.
Uno degli episodi più intensi della serie coinvolge un giovane uomo accusato ingiustamente di un crimine. Josephine si infiltra nel sistema giudiziario come assistente di un avvocato e lavora instancabilmente per scoprire la verità. La trama si sviluppa in un crescendo di tensione, con Josephine che utilizza non solo le sue capacità angeliche ma anche la sua astuzia per portare alla luce prove decisive. Questo episodio mette in evidenza il tema della giustizia e della lotta contro i pregiudizi.
La serie non si limita a risolvere i problemi personali dei protagonisti; spesso affronta questioni sociali più ampie. In un episodio ambientato in un villaggio rurale, Josephine aiuta una comunità a salvare il proprio ambiente naturale minacciato dalla costruzione di un impianto industriale. La sua capacità di unire le persone e di ispirare cambiamenti collettivi dimostra che anche piccoli atti di solidarietà possono avere un grande impatto.
L’interazione di Josephine con i bambini è un altro punto forte della serie. In numerosi episodi, il suo intervento è rivolto a giovani che affrontano difficoltà come il bullismo, la malattia o la perdita di un genitore. Josephine diventa una figura materna e protettiva, capace di donare loro speranza e fiducia in se stessi. Questi episodi sono particolarmente commoventi e mostrano il potere della gentilezza nel superare le avversità.
Non mancano momenti di leggerezza e umorismo, che bilanciano i toni più seri della serie. Josephine ha un senso dell’umorismo sottile e sa come alleggerire le situazioni tese con una battuta o un gesto affettuoso. Questo lato del personaggio rende la serie accessibile a un pubblico di tutte le età, creando un equilibrio perfetto tra dramma e commedia.
Un elemento ricorrente è il rapporto di Josephine con il tempo. Essendo un angelo, non invecchia né è vincolata dalle leggi del mondo terreno, ma spesso deve affrontare il limite temporale delle sue missioni. Ogni episodio esplora il concetto di tempo come risorsa preziosa, sottolineando l’importanza di cogliere il momento per fare la cosa giusta.
La serie si conclude ogni volta con una scena toccante in cui Josephine, completata la sua missione, lascia il luogo o le persone che ha aiutato. Spesso osserva da lontano i frutti del suo lavoro, sorridendo con soddisfazione prima di scomparire misteriosamente. Questo finale ricorrente lascia sempre un messaggio di speranza e ispirazione, invitando il pubblico a riflettere sui temi trattati.
Alla fine di ogni episodio, Josephine deve lasciare il cliente appena la sua missione giunge al termine. Essendo angelo, infatti, non deve mai affezionarsi troppo ai suoi clienti, un fatto che accade eccezionalmente nella puntata Amore impossibile, nella quale Josephine si innamora del "cliente" e di conseguenza perde temporaneamente i suoi poteri.

## Ricezione
La serie televisiva Joséphine, ange gardien ha riscosso un notevole successo di pubblico in Francia, con una media di diversi milioni di telespettatori per episodio nel corso delle stagioni. Il programma è stato apprezzato per la sua capacità di affrontare tematiche sociali importanti come la disoccupazione, la violenza e la precarietà, offrendo al contempo un tono ottimista e rassicurante che ha garantito un momento di svago ai telespettatori.
Tuttavia, la serie ha ricevuto critiche da parte di alcuni recensori e critici televisivi. È stata evidenziata la ripetitività della struttura narrativa, con episodi che seguono uno schema prevedibile: l’intervento di Joséphine per risolvere rapidamente problemi personali o sociali. Inoltre, la caratterizzazione dei personaggi secondari è stata giudicata talvolta superficiale, con scarsa profondità emotiva. Alcune recensioni hanno sottolineato un tono eccessivamente moralista e didascalico, con una visione del mondo idealizzata e poco sfumata. Infine, è stata rilevata una certa datatezza nella produzione, in particolare riguardo agli effetti speciali e alla scenografia, che non sempre rispecchiano gli standard contemporanei della televisione.

## Episodi
| Stagione                 | Episodi | Prima TV Francia | Prima TV Italia |
| ------------------------ | ------- | ---------------- | --------------- |
| Prima stagione           | 1       | 1997             | 2016            |
| Seconda stagione         | 2       | 1998             | 2016            |
| Terza stagione           | 4       | 1999             | 2016            |
| Quarta stagione          | 4       | 2000             | 2016            |
| Quinta stagione          | 4       | 2001             | 2016            |
| Sesta stagione           | 4       | 2002             | 2016            |
| Settima stagione         | 4       | 2003             | 2016            |
| Ottava stagione          | 4       | 2004             | 2016            |
| Nona stagione            | 4       | 2005             | 2016            |
| Decima stagione          | 6       | 2006-2007        | 2016            |
| Undicesima stagione      | 6       | 2007-2008        | 2012 e 2016     |
| Dodicesima stagione      | 13      | 2008-2011        | 2012-2013       |
| Tredicesima stagione     | 6       | 2011-2012        | 2015            |
| Quattordicesima stagione | 8       | 2013-2014        | 2015            |
| Quindicesima stagione    | 4       | 2014-2015        | 2015            |
| Sedicesima stagione      | 5       | 2015-2016        | 2016            |
| Diciassettesima stagione | 5       | 2016-2017        | 2017            |
| Diciottesima stagione    | 4       | 2017-2018        | 2019            |
| Diciannovesima stagione  | 5       | 2018-2019        | 2019, 2021      |
| Ventesima stagione       | 5       | 2019-2021        | 2021, 2023      |
| Ventunesima stagione     | 5       | 2021-2023        | 2022-2023, 2025 |
| Ventiduesima stagione    | 5       | 2023-2025        | Dal 2025        |

## Personaggi e interpreti
- Joséphine Delamarre (st. 1 - in corso) è interpretata da Mimie Mathy, doppiata da Daniela Abbruzzese (ep. 1-42, 80-in corso) e da Caterina Rochira (ep. 43-79).  Joséphine Delamarre è la protagonista dell'omonima serie dedicata a lei, è un personaggio affascinante e complesso che incarna il concetto di bontà divina mescolata a un tocco di umanità irresistibile. Interpretata dalla talentuosa attrice Mimie Mathy, Josephine è un angelo inviato sulla Terra per aiutare le persone in difficoltà. La sua missione è di risolvere situazioni problematiche, spesso intricate, dove la speranza sembra perduta e le relazioni umane sono compromesse. Con il suo carisma e la sua capacità di entrare in empatia con chiunque incontri, Josephine rappresenta una figura rassicurante e straordinariamente umana, pur mantenendo il suo carattere ultraterreno. Fisicamente, Josephine è un personaggio iconico. È minuta di statura, ma la sua presenza è imponente grazie alla sua personalità luminosa e al suo sorriso caloroso. Ha capelli biondi corti, che enfatizzano la sua immagine pratica e accessibile, e un guardaroba che spesso riflette il suo atteggiamento positivo e il suo spirito allegro. Pur non ostentando poteri soprannaturali, la sua aura è indiscutibile: ogni volta che appare in scena, emana una sensazione di conforto e di possibilità, come se ogni problema potesse davvero trovare una soluzione con il giusto approccio.  La caratteristica principale di Josephine è il suo innato ottimismo. Crede fermamente che ogni essere umano, indipendentemente dalle proprie scelte o dal proprio passato, abbia il potenziale per cambiare e per trovare la felicità. Questo atteggiamento positivo non è mai ingenuo, ma si basa su una profonda comprensione delle dinamiche umane. Josephine affronta ogni caso con pazienza, creatività e una capacità fuori dal comune di analizzare i problemi sotto prospettive diverse. Non si arrende mai, neanche di fronte alle situazioni più disperate, ed è in grado di vedere il buono anche dove gli altri vedono solo oscurità.  La sua metodologia nel risolvere i problemi è altrettanto intrigante. Josephine non si limita a dare consigli o a usare i suoi poteri angelici per cambiare magicamente le cose. Al contrario, il suo approccio è quello di guidare le persone verso la consapevolezza di sé, aiutandole a prendere le decisioni giuste in autonomia. Spesso assume ruoli professionali, come insegnante, infermiera, avvocato o consulente, adattandosi perfettamente al contesto della missione. Questo camaleontismo le permette di inserirsi nella vita dei suoi "protetti" senza sollevare sospetti sulla sua vera natura.  Josephine ha un lato profondamente umano, che la rende un personaggio incredibilmente vicino al pubblico. Pur essendo un angelo, dimostra spesso emozioni come gioia, tristezza, frustrazione e persino rabbia, sebbene queste ultime siano sempre mitigate dalla sua saggezza e dalla sua capacità di autocontrollo. Questo tratto la distingue da altre rappresentazioni angeliche più distaccate o eteree, rendendola una figura con cui gli spettatori possono facilmente relazionarsi. La sua umanità emerge soprattutto nei momenti di sconforto, quando si trova di fronte a situazioni che sembrano insormontabili.  Un elemento distintivo della serie è la capacità di Josephine di far emergere il meglio dalle persone che incontra. Attraverso piccoli gesti, parole giuste e azioni mirate, riesce a trasformare completamente le dinamiche interpersonali, portando alla luce verità nascoste e favorendo la riconciliazione. La sua presenza non è mai invasiva o giudicante; piuttosto, agisce come un catalizzatore, spingendo gli altri a riflettere su sé stessi e a trovare il coraggio di affrontare i propri problemi.  Il suo senso dell'umorismo è un altro tratto che contribuisce a rendere il personaggio così amato. Josephine ha spesso un modo divertente e spigliato di affrontare le situazioni, sdrammatizzando i momenti difficili con battute argute e un atteggiamento giocoso. Questa leggerezza, tuttavia, non sminuisce mai la gravità delle situazioni che affronta, ma serve piuttosto a creare un equilibrio tra i toni drammatici e quelli più rilassati della serie, rendendola adatta a un pubblico di tutte le età.  La serie esplora anche temi universali attraverso le avventure di Josephine. Ogni episodio è una riflessione sui valori fondamentali della vita, come la famiglia, l’amicizia, l’amore, il perdono e la giustizia. Josephine affronta situazioni che spaziano dai problemi quotidiani, come conflitti familiari e difficoltà lavorative, a temi più complessi, come il bullismo, la discriminazione e le malattie terminali. La sua capacità di trattare questi argomenti con tatto e sensibilità è una delle ragioni principali del successo duraturo della serie.  Nonostante il suo ruolo divino, Josephine non è infallibile. Ci sono momenti in cui si trova in difficoltà, dove le sue soluzioni non funzionano immediatamente o dove le persone che sta aiutando resistono ai suoi sforzi. Questi momenti di vulnerabilità aggiungono profondità al personaggio, mostrando che anche un angelo deve affrontare sfide e imparare dalle esperienze. Questa complessità narrativa rende ogni episodio un viaggio emotivo, sia per Josephine che per gli spettatori.  La relazione di Josephine con il "Cielo" è un aspetto interessante che viene esplorato nella serie. Sebbene riceva le sue missioni da un’entità superiore, questa relazione non è sempre esplicitata, lasciando un alone di mistero sulla sua origine e sul funzionamento del mondo angelico. Tuttavia, Josephine dimostra sempre una fedeltà incrollabile alla sua missione, bilanciando il rispetto per le direttive divine con un certo grado di autonomia nel modo in cui gestisce le situazioni.  Josephine ha un modo tutto suo di rapportarsi con la modernità. Sebbene sia chiaramente al passo con i tempi, con una conoscenza impressionante delle tecnologie moderne e delle dinamiche sociali, conserva un atteggiamento che potremmo definire "senza tempo". Questo la rende capace di entrare in sintonia con persone di tutte le età, dalle giovani generazioni agli anziani, affrontando le loro problematiche con un approccio che combina tradizione e innovazione.  Un aspetto particolarmente affascinante di Josephine è il suo rapporto con l’amore. Pur essendo un angelo, mostra una comprensione profonda e genuina dei sentimenti umani, spesso aiutando i suoi protetti a riscoprire o a costruire relazioni affettive. Tuttavia, la serie non esplora mai apertamente la possibilità che Josephine stessa possa innamorarsi, mantenendo il focus sul suo ruolo di guida spirituale e di supporto emotivo.  La musica gioca un ruolo significativo nella serie, con Josephine che spesso utilizza canzoni e melodie per comunicare messaggi o per creare un’atmosfera di speranza. Questo elemento aggiunge un ulteriore strato di calore al personaggio, rendendo le sue apparizioni ancora più memorabili. La musica diventa quindi un mezzo attraverso il quale Josephine riesce a toccare il cuore delle persone, oltre che uno strumento narrativo per enfatizzare i momenti più emotivi.[13][14][15]
- Ishmael (st. 19 - in corso) è interpretata da Omar Meftah. Ishmael è un personaggio che entra a far parte della serie televisiva Joséphine, ange gardien a partire dalla diciannovesima stagione, portando una nuova dimensione di dinamismo e leggerezza al cast di angeli custodi che già avevano conquistato il pubblico con le loro storie e avventure. Il suo arrivo non solo segna un cambiamento nel tono della serie, ma introduce anche una nuova figura di angelo, più giovane e vivace rispetto agli altri, caratterizzata da una personalità frizzante e spontanea. A differenza di altri angeli, spesso più sereni e riflessivi, Ishmael è un angelo impulsivo e sempre pronto a buttarsi in ogni situazione con una certa dose di incoscienza, ma anche con un cuore grande e un forte desiderio di aiutare gli esseri umani, anche se spesso non sa come farlo nel modo più conveniente o appropriato.  Fisicamente, Ishmael è descritto come un angelo giovane e attraente, con un aspetto che riflette la sua natura di essere luminoso e pieno di energia. La sua figura è spesso accompagnata da un sorriso amichevole, che diventa quasi contagioso per chi lo circonda. I suoi abiti sono moderni, a differenza dei tradizionali abiti angelici, ma la sua aura di serenità e purezza non manca mai di emergere, soprattutto nei momenti più critici. La sua presenza è spesso in contrasto con quella degli altri angeli custodi, più sobria ed elegante, facendo di lui una figura che spicca nel contesto della serie.  La sua personalità è una delle sue caratteristiche più affascinanti. Ishmael è un angelo che sembra essere sempre pronto a ridere e a scherzare, ma al tempo stesso è dotato di una profonda empatia verso gli esseri umani che si ritrova ad aiutare. La sua naturale inclinazione a voler migliorare la vita delle persone lo spinge a intervenire nelle situazioni più difficili con una sorta di leggerezza che spesso viene vista dai suoi colleghi angeli come un po' fuori luogo. Tuttavia, è proprio questa sua spontaneità che gli permette di entrare in sintonia con le persone in modo unico, creando legami profondi con coloro che incontrano il suo cammino.  Nonostante la sua impulsività, Ishmael ha un lato molto riflessivo che emerge in momenti di crisi o difficoltà. Quando le circostanze richiedono un cambiamento, sa come rallentare e pensare alle conseguenze delle sue azioni. Questa doppia natura – impulsivo ma riflessivo – lo rende un personaggio complesso, che offre una visione interessante della figura dell'angelo custode. Non si limita mai a seguire la via più semplice, ma cerca di trovare soluzioni creative che possano fare davvero la differenza nella vita di chi ha bisogno.  La sua capacità di entrare in contatto con gli altri è forse il suo dono più grande. Ishmael non ha bisogno di molte parole per farsi comprendere: il suo carisma naturale, unito a un comportamento spesso scherzoso e spensierato, riesce a spezzare le barriere e a far emergere il meglio nelle persone. È l'angelo custode che non ha paura di mettersi in gioco, anche a costo di sembrare un po' folle o inopportuno. La sua visione del mondo è spinta dal desiderio di vivere ogni momento con intensità e passione, e cerca di trasmettere questa sua filosofia a coloro che incrocia nel suo cammino.  Uno degli aspetti più affascinanti di Ishmael è la sua visione dell'umanità. Sebbene sia un angelo, non sembra giudicare mai le persone per i loro difetti o le loro debolezze. Al contrario, tende a focalizzarsi sui loro punti di forza, cercando sempre di spingere gli altri a vedere il meglio di sé stessi. È un sostenitore del potere del cambiamento e della crescita, e il suo atteggiamento nei confronti delle difficoltà della vita è sempre positivo. Ogni problema, secondo Ishmael, è un'opportunità per crescere e migliorare, e lui cerca di trasmettere questa mentalità a coloro che si trovano in difficoltà.  La sua relazione con Josephine, l'angelo custode protagonista della serie, è una delle dinamiche più interessanti nella sua evoluzione all'interno della trama. Sebbene Josephine rappresenti spesso la figura di autorità e saggezza, Ishmael porta una ventata di freschezza e allegria, che contrasta con la sua serietà. Tuttavia, il loro rapporto è basato su un rispetto reciproco, dove Ishmael impara da Josephine l'importanza della pazienza e della riflessione, mentre Josephine vede in Ishmael la prova che a volte la spontaneità e l'improvvisazione possono portare a soluzioni sorprendenti e efficaci.  La sua natura impulsiva lo porta anche a mettersi in situazioni comiche, spesso con esiti esilaranti. Il suo atteggiamento "senza freni" lo porta a fare errori, ma questi diventano anche opportunità di crescita e di riflessione. Ogni errore che commette è un passo verso la maturazione, anche se il processo non è sempre lineare. Questo aspetto di Ishmael è molto umano, e aiuta il pubblico a relazionarsi con lui, poiché si rende conto che anche gli angeli hanno le loro difficoltà e debolezze.  Ishmael è anche un grande appassionato di musica, che spesso usa come strumento per connettersi con gli altri. La musica è il suo linguaggio universale, capace di abbattere ogni barriera e di esprimere emozioni che le parole non riescono a catturare. Conosciuto per suonare la chitarra o per cantare in momenti inaspettati, Ishmael riesce a trasmettere un'energia positiva che coinvolge chi gli sta intorno. La musica diventa così uno dei mezzi principali attraverso cui Ishmael riesce a far sentire la sua presenza e a trasformare la realtà che lo circonda.  Nonostante la sua natura giocosa, Ishmael è anche un angelo profondamente responsabile. Sa che il suo compito è quello di aiutare gli esseri umani e di indirizzarli sulla giusta strada. Quando la situazione richiede una presa di posizione seria, Ishmael è in grado di dimostrare una grande determinazione e saggezza, anche se raramente lo fa in modo convenzionale. La sua originalità nell'affrontare i problemi lo rende un angelo inaspettato, capace di risolvere situazioni complesse con approcci fuori dagli schemi.  Il suo rapporto con il mondo terreno è caratterizzato dalla curiosità. Ishmael è affascinato da tutto ciò che riguarda l'essere umano e cerca sempre di comprendere meglio le emozioni, i desideri e le motivazioni che spingono le persone a comportarsi in un determinato modo. Questo interesse per l'umanità lo rende ancora più incline ad aiutare, poiché vede in ogni individuo una storia unica da raccontare e un'opportunità per imparare qualcosa di nuovo.  La sua capacità di ispirare gli altri è uno degli aspetti che lo rende davvero speciale. Sebbene sia giovane e in apparenza spensierato, Ishmael riesce a insegnare lezioni di vita fondamentali senza mai apparire predicatorio. La sua presenza è confortante, eppure energizzante, poiché sprona le persone a prendere in mano le redini della propria vita e a cambiare ciò che non funziona.  A livello emotivo, Ishmael è molto in sintonia con le sue emozioni. Non nasconde mai quello che prova, ma sa come usare la sua emotività per connettersi con gli altri. Nonostante la sua giovane età, sa come essere un ascoltatore empatico e un sostenitore incoraggiante. Questo lo rende un angelo non solo di aiuto, ma anche di supporto psicologico e morale, capace di offrire conforto a chi ne ha bisogno.  In conclusione, Ishmael è un angelo custode che rappresenta una figura di speranza, divertimento e crescita. Con il suo approccio unico e il suo cuore genuino, riesce a trasformare anche le situazioni più difficili in momenti di apprendimento e di gioia. Il suo arrivo nella serie segna un'importante evoluzione nella trama, portando con sé una ventata di freschezza che arricchisce la già ricca tradizione di angeli custodi, ma allo stesso tempo rappresenta una sfida per i suoi compagni di viaggio, che lo vedono come una risorsa importante ma anche come un elemento di caos da gestire. Ishmael diventa così un personaggio che, nonostante la sua imprevedibilità, riesce a fare la differenza nella vita di chi ha bisogno.[16][17][18][19]

## Trasmissione e modalità di trasmissione
La trasmissione della serie televisiva in Italia avviene principalmente su due canali televisivi di proprietà del gruppo Cairo Communication: La7 e La7d, che sono ben noti per la loro programmazione diversificata e l'attenzione al pubblico di nicchia. La serie è stata acquisita per la sua forte componente emotiva e l'affascinante figura della protagonista, Josephine, interpretata dalla carismatica attrice francese Mimie Mathy, che veste i panni di un angelo custode che interviene per aiutare le persone in difficoltà, in scenari tanto drammatici quanto divertenti. La sua trasmissione in Italia è diventata un appuntamento fisso per molte famiglie, grazie alla sua capacità di combinare temi leggeri e riflessioni più profonde sulla vita, l'amore e la solidarietà.
La programmazione della serie su La7 è strategicamente pensata per attrarre una vasta gamma di spettatori. Generalmente, Joséphine, ange gardien viene trasmessa in orario pomeridiano, con episodi che vanno in onda tra le 15:00 e le 17:00, un orario che consente alla serie di raggiungere una buona fetta di pubblico, soprattutto famiglie e anziani che trascorrono il pomeriggio davanti alla televisione. Questo orario è perfetto per un pubblico che cerca intrattenimento leggero e positivo, soprattutto in un periodo della giornata in cui si è alla ricerca di una pausa dalle routine quotidiane. La7 sfrutta questa fascia oraria per proporre contenuti che si distaccano dalle tradizionali offerte di altre emittenti, scegliendo programmi che, come Joséphine, ange gardien, possano andare oltre il semplice intrattenimento, offrendo anche spunti di riflessione e emotività.
Anche la programmazione su La7d, canale che spesso ospita repliche e contenuti meno mainstream, gioca un ruolo cruciale nel mantenere viva l'attenzione sul titolo. Gli episodi della serie sono frequentemente riproposti in orari serali, tra le 21:00 e le 23:00, una fascia oraria in cui il pubblico adulto, in particolare coloro che non hanno potuto seguire la trasmissione pomeridiana su La7, può recuperare gli episodi. La7d diventa così una sorta di seconda casa per gli appassionati della serie, permettendo loro di seguire le avventure di Josephine anche in orari più comodi. La scelta di trasmettere le repliche in prime time è una mossa intelligente, che non solo cattura il pubblico che ha un interesse preesistente per la serie, ma attira anche nuovi spettatori che potrebbero essere curiosi di vedere la protagonista risolvere le situazioni più complesse con il suo approccio unico e umano.
Per quanto riguarda la programmazione, i canali La7 e La7d adattano la trasmissione degli episodi alle esigenze di un pubblico che ricerca contenuti in grado di mescolare divertimento e riflessione. Ogni episodio, che in media ha una durata di 120 minuti, è un piccolo racconto che si sviluppa in modo autonomo, con una trama che generalmente ruota attorno a una persona in difficoltà, e alla successiva intercessione di Josephine per risolvere i suoi problemi. La natura episodica della serie la rende particolarmente adatta a una trasmissione quotidiana, poiché ogni episodio ha un inizio e una fine chiari, ma anche un'ampia possibilità di essere seguito anche senza bisogno di visioni precedenti, sebbene ci siano alcuni legami tra gli episodi che si riferiscono alla vita dell'angelo custode. La struttura narrativa consente quindi ai telespettatori di entrare e uscire dalla visione senza sentirsi persi, rendendo la serie un'opzione ideale per i palinsesti pomeridiani e serali.
Nel corso degli anni, la serie ha subito alcuni adattamenti per il pubblico italiano. La versione trasmessa su La7 e La7d è completamente doppiata in italiano, con una cura particolare nel rendere il tono e lo spirito della serie. Il doppiaggio italiano ha sempre cercato di mantenere intatta la personalità di Josephine, un angelo custode che non è solo una figura eterea e distante, ma una persona concreta, con i suoi difetti e le sue fragilità, capace di affrontare ogni tipo di situazione con un tocco di ironia e leggerezza. La scelta di mantenere intatta l'essenza della protagonista è stata fondamentale per attrarre il pubblico italiano, che ha trovato nella versione italiana un equivalente emotivo ed umano della protagonista.
Nel periodo estivo, quando molti programmi televisivi tradizionali tendono a ridurre la loro programmazione, Joséphine, ange gardien viene riproposta frequentemente durante il giorno anche nei week-end. Questo sfruttamento della stagione estiva serve a mantenere alta l'audience anche nei mesi più tranquilli, quando gli spettatori si trovano più propensi a guardare la televisione in orari meno convenzionali, come il sabato pomeriggio o la domenica mattina. La presenza della serie durante il fine settimana contribuisce a creare una sorta di rituale, in cui le famiglie si riuniscono per seguire le storie di Josephine, che continuano ad appassionare grazie alla sua narrativa universale e positiva. Questa è una delle forze della serie, che si presta a diventare un appuntamento fisso per un pubblico che cerca sia intrattenimento che spunti di riflessione sulla vita quotidiana.
La7 e La7d, oltre a trasmettere la serie in televisione, ne promuovono anche la fruizione tramite altre piattaforme, come il sito web ufficiale del canale e le app di streaming, dove gli episodi di Joséphine, ange gardien sono resi disponibili per la visione on demand. Questo approccio consente a chiunque non possa seguire la programmazione televisiva di recuperare gli episodi in un momento più comodo, aumentando l'accessibilità della serie. La possibilità di rivedere gli episodi a proprio piacimento ha contribuito a mantenere un interesse costante nel tempo, anche da parte di coloro che preferiscono la visione in modalità on demand. La7 sfrutta quindi la digitalizzazione dei contenuti per attrarre un pubblico più giovane e tecnologicamente incline, pur mantenendo il suo tradizionale appeal verso un pubblico più anziano che segue ancora la televisione tradizionale.
Uno degli aspetti più apprezzati della programmazione di Joséphine, ange gardien su La7 e La7d è l'inclusione della serie in un contesto più ampio di programmi che trattano temi di solidarietà, emozioni e relazioni umane. Infatti, accanto alla serie, il palinsesto prevede spesso programmi di approfondimento che trattano di storie vere, di persone che affrontano difficoltà nella vita quotidiana, e che mostrano come l'aiuto reciproco e la comprensione possano fare la differenza. Questo crea una sorta di "filo rosso" che collega la serie alle altre proposte del canale, generando un'atmosfera di supporto e positività che invoglia il pubblico a sintonizzarsi, a lasciare che il racconto di Josephine continui a ispirare e dare speranza.
Nel corso degli anni, Joséphine, ange gardien ha creato una solida fanbase in Italia. I fan della serie, affezionati al personaggio e alle storie che racconta, seguono con passione la programmazione, partecipando anche alle discussioni sui social media e sui forum dedicati. Questo aspetto interattivo ha contribuito a mantenere viva l'attenzione sulla serie, creando un vero e proprio fenomeno di culto. Gli appassionati discutono gli episodi, scambiano opinioni sui vari personaggi e riflettono insieme sulle tematiche trattate, contribuendo ad alimentare un senso di comunità tra i telespettatori italiani. La partecipazione dei fan ha anche spinto i canali a programmare maratone di episodi, soprattutto durante le festività, aumentando così l'affluenza di pubblico e mantenendo alta la visibilità della serie.
Un altro aspetto che ha contribuito al successo della serie in Italia è il fatto che Joséphine, ange gardien ha saputo adattarsi perfettamente al pubblico italiano, grazie alla sua capacità di trattare temi universali. Le storie raccontate sono facilmente comprensibili da chiunque, indipendentemente dalla cultura o dal background sociale. Le vicende degli "assistiti" da Josephine spaziano tra problemi quotidiani come relazioni familiari difficili, crisi sentimentali, difficoltà economiche, e questioni legate alla crescita personale. La serie riesce ad affrontare temi complessi con leggerezza, facendo sentire il pubblico coinvolto senza mai risultare troppo pesante o melodrammatica.
Inoltre, la serie è riuscita a mantenere una grande coerenza nel corso degli anni, con una qualità di scrittura che non è scesa mai sotto un certo livello. Gli episodi sono ben strutturati e riescono a trasmettere emozioni sincere, spesso mescolando elementi comici e drammatici in modo equilibrato. La scrittura di Joséphine, ange gardien è diventata un punto di riferimento per le serie che trattano di temi simili, riuscendo a rimanere fresca e interessante anche con il passare del tempo. La continuità della programmazione su La7 e La7d è la prova di quanto il pubblico italiano apprezzi ancora oggi questa serie, che rimane una delle più amate del panorama televisivo francese, capace di travalicare le barriere culturali e linguistiche.
La scelta di mandare in onda Joséphine, ange gardien sia su La7 che su La7d dimostra la volontà di offrire una programmazione diversificata che risponda alle esigenze di un pubblico ampio, con un forte interesse per storie emotive, che riescono a toccare il cuore delle persone. Con una programmazione strategica che abbraccia fasce orarie diverse e una distribuzione efficace su più canali, Joséphine, ange gardien continua ad essere una delle serie più apprezzate in Italia.